# شركة الإلكترونيات المتقدمة
شركة الإلكترونيات المتقدمة المحدودة تأسست عام 1988، في إطار برنامج التوازن الاقتصادي لتكريس وتنمية القدرات المحلية السعودية. لعبت الشركة على مدى ثلاثة عقود تقريبًا، دورًا في مجالات تصنيع النظم الإلكترونية الحديثة، ومكاملة النظم، وإدارة المشاريع، وتوفير خدمات الصيانة وإصلاح الأعطال، لقطاعات مختلفة في المجالات العسكرية والمدنية.
تُعَنى شركة «الإلكترونيات المتقدمة» التي تتخذ من الرياض مقراً لها، بقطاعات الهندسة، والتطوير، والتصنيع، والإصلاح، والدعم الفني، عبر مجالات الدفاع، وتكنولوجيا المعلومات وتكنولوجيا المعلومات والاتصالاتICT، والطاقة، والأمن السيبراني، والتكنولوجيا المتقدمة، وذلك على المستويات المحلية والإقليمية والدولية.
تأسست شركة الإلكترونيات المتقدمة في عام 1988م في إطار برنامج التوازن الاقتصادي EOP وبملكية عددٍ من الشركات، بما فيها شركة الدفاع والفضاء والأمن العالمية «بي إيه إي سيستمز»، وقد لعبت على مدى ثلاثة عقود تقريباً دوراً رائداً في مجالات الإلكترونيات الحديثة، والتصنيع، وتكامل النظم، وخدمات الإصلاح والصيانة، ما جعلها إحدى أبرز الجهات الإقليمية التي تتميز بابتكاراتها.
تعمل الشركة في مجال تصميم وتطوير وتصنيع وصيانة وإصلاح العديد من الأنظمة والأجهزة والمعدات الإلكترونية الصناعية والعسكرية المتطورة، مثل: أنظمة عدادات الكهرباء والمياه الذكية، وأنظمة الحماية الأمنية للبُنى التحتية الحيوية، وأنظمة التحكم الصناعي، وأنظمة التصويب لطائرات "تايفون"، وأنظمة التشويش والاستهداف لطائرات "إف-15"، والوحدات الإلكترونية لطائرات "إف-16"، والأجهزة الأرضية وأنظمة التدريب والمشبهات لطائرات «هوك 165»، وأنظمة التصويب لطائرات "تورنادو"، وغيرها الكثير.

## المبيعات
بلغ صافي مبيعات الشركة خلال العام 2018م إلى 2.07 مليار ريال، مقابل 1.93 مليار ريال، خلال العام 2017م، و1.65 مليار ريال خلال العام 2016.

## الاستحواذ
في 28 ديسمبر 2020، أعلنت الشركة السعودية للصناعات العسكرية SAMI، المملوكة بالكامل لصندوق الاستثمارات العامة، استكمالها عملية الاستحواذ على شركة الإلكترونيات المتقدمة AEC، لتصبح بذلك شركة سعودية 100%، وتُعَد صفقة الاستحواذ هذه الأكبر من نوعها على مستوى القطاع الخاص في مجال الصناعات العسكرية في المملكة العربية السعودية.

## عملاء الشركة
- الحرس الوطني السعودي[6]
- القوات المسلحة السعودية
- بوينغ
- رايثيون
- سيسكو سيستمز
- إيرباص
- أرامكو السعودية
- سابك
- جنرال إلكتريك
- هواوي
- هوليت-باكارد

## المنتجات
راديو بانثر
نظام تتبع المركبات (MADAR FMS)
عداد الكهرباء الإلكتروني الرقمي
- الأنظمة

نظام مدار
أنظمة المراقبة والتحكم عن بعد
حلول من آلة لآلة والقياس عن بعد
نظام المراقبة البيئية
أنظمة إدارة الطاقة
الحلول المتكاملة
- الخدمات

خدمات القيمة المضافة
خدمة رسائل المجموعات